# کامننا (منطقه تربیچ)
کامننا (به چکی: Kamenná) یک منطقهٔ مسکونی در جمهوری چک است که در منطقه تربیچ واقع شده‌است.
 کامننا ۶٫۱ کیلومتر مربع مساحت و ۲۲۵ نفر جمعیت دارد و ۴۵۰ متر بالاتر از سطح دریا واقع شده‌است.